# Вилијам Џејмс
Вилијам Џејмс (енгл. William James; Њујорк, 11. јануар 1842 — Чокоруа, 26. август 1910) је био пионир америчке филозофије и психологије, и први образовни радник који је понудио курс психологије у Сједињеним Државама. Џејмс се сматра водећим мислиоцем с краја деветнаестог века, једним од најутицајнијих филозофа Сједињених Држава и „оцем америчке психологије“.
Заједно са Чарлсом Сандерсом Пирсом, Џејмс је основао филозофску школу познату као прагматизам, а такође се наводи и као један од оснивача функционалне психологије. Преглед анализе опште психологије, објављен 2002. године, сврстао је Џејмса као 14. најеминентнијег психолога 20. века. Истраживање објављено у часопису Амерички Психолог 1991. године рангирало је Џејмсову репутацију на друго место, након Вилхелма Вундта, који се сматра оснивачем експерименталне психологије. Џејмс је такође развио филозофску перспективу познату као радикални емпиризам. Џејмсов рад утицао је на филозофе и академике као што су Емил Диркем, Вилијам Едвард Бергарт, Едмунд Хусерл, Бертранд Расел, Лудвиг Витгенштајн, Хилари Патнам, Ричард Рорти и Мерилин Робинсон.
Џејмс је рођен у богатој породици, син шведборгијског теолога Хенрија Џејмса старијег и брат истакнутог романописца Хенрија Џејмса и писца дневника Алис Џејмс. Џејмс се школовао за лекара и предавао анатомију на Харварду, али се никада није бавио медицином. Уместо тога, он се бавио психологијом, а затим филозофијом. Џејмс је широко писао о многим темама, укључујући епистемологију, образовање, метафизику, психологију, религију и мистику. Међу његовим најутицајнијим књигама су Принципи психологије, револуционарни текст на пољу психологије; Есеји из радикалног емпиризма, важан текст у филозофији; и Варијетети религиозног искуства, истраживање различитих облика религијског искуства, укључујући теорије о лечењу ума.

## Биографија
Рођен је као најстарије од петеро деце. Његов брат Хенри постао је један од светских романописаца, а сестра Алис чувена је по својим дневницима.
Са 18 година, студирао је годину дана уметност, затим хемију, да би две године после прешао на медицину и дипломирао 1869. године.
Године 1885. постао је професор филозофије.
Предавао је физиологију, анатомију, филозофију и психологију на универзитету Харвард. Оснивач је прагматизма, по којем је основни критеријум спознаје његова практична вредност. Психички живот посматрао је као непрекидан ток мисли. Изнео је властите погледе о памћењу и осећајима. Један је од утемељитеља америчке научне психологије. Његова "Hачела психологије" сматрају се још увек најбољим уџбеником, а осим те књиге најпознатији је по својој теорији емоција.

## Главна дела
- The Principles of Psychology, 2 vols. (1890), Dover Publications 1950, vol. 1:  0-486-20381-6, vol. 2:  0-486-20382-4
- Psychology (Briefer Course) (1892), University of Notre Dame Press 1985:  0-268-01557-0, Dover Publications 2001:  0-486-41604-6
- Is Life Worth Living? Архивирано на веб-сајту  (14. јануар 2020) (1895), the seminal lecture delivered at Harvard on April 15, 1895
- The Will to Believe, and Other Essays in Popular Philosophy (1897)
- Human Immortality: Two Supposed Objections to the Doctrine (the Ingersoll Lecture, 1897)
  - The Will to Believe, Human Immortality (1956) Dover Publications,  0-486-20291-7
- Talks to Teachers on Psychology: and to Students on Some of Life's Ideals (1899), Dover Publications 2001:  0-486-41964-9, IndyPublish.com 2005:  1-4219-5806-6
- The Varieties of Religious Experience: A Study in Human Nature (1902),  0-14-039034-0
- Pragmatism: A New Name for Some Old Ways of Thinking (1907), Hackett Publishing 1981:  0-915145-05-7, Dover 1995:  0-486-28270-8
- A Pluralistic Universe (1909), Hibbert Lectures, University of Nebraska Press 1996:  0-8032-7591-9
- The Meaning of Truth: A Sequel to "Pragmatism" (1909), Prometheus Books, 1997:  1-57392-138-6
- Some Problems of Philosophy: A Beginning of an Introduction to Philosophy (1911), University of Nebraska Press 1996:  0-8032-7587-0
- Memories and Studies (1911), Reprint Services Corp: 1992:  0-7812-3481-6
- Essays in Radical Empiricism (1912), Dover Publications 2003,  0-486-43094-4
  - critical edition, Frederick Burkhardt and Fredson Bowers, editors. Harvard University Press 1976:  0-674-26717-6 (includes commentary, notes, enumerated emendations, appendices with English translation of "La Notion de Conscience")
- Letters of William James, 2 vols. (1920)
- Collected Essays and Reviews (1920)
- Ralph Barton Perry, The Thought and Character of William James, 2 vols. (1935), Vanderbilt University Press 1996 reprint:  0-8265-1279-8 (contains some 500 letters by William James not found in the earlier edition of the Letters of William James)
- William James on Psychical Research (1960)
- The Correspondence of William James, 12 vols. (1992–2004) University of Virginia Press,  0-8139-2318-2
- "The Dilemma of Determinism"
- William James on Habit, Will, Truth, and the Meaning of Life, James Sloan Allen, ed. Frederic C. Beil, Publisher,  978-1-929490-45-5

### Колекције
- William James: Writings 1878–1899 (1992). Library of America, 1212 p.,  978-0-940450-72-1

Psychology: Briefer Course (rev. and condensed Principles of Psychology), The Will to Believe and Other Essays in Popular Philosophy, Talks to Teachers and Students, Essays (nine others)
- William James: Writings 1902–1910 (1987). Library of America, 1379 p.,  978-0-940450-38-7

The Varieties of Religious Experience, Pragmatism, A Pluralistic Universe, The Meaning of Truth, Some Problems of Philosophy, Essays
- The Writings of William James: A Comprehensive Edition (1978). University of Chicago Press, 912 pp.,  0-226-39188-4

Pragmatism, Essays in Radical Empiricism, and A Pluralistic Universe complete; plus selections from other works
- In 1975, Harvard University Press began publication of a standard edition of The Works of William James.